# 大翔大豪志
大翔大 豪志（だいしょうだい つよし、1976年2月25日 - ）は、東京都江戸川区出身で追手風部屋（入門時は友綱部屋）に所属していた元大相撲力士。2代目大翔山。本名は西野 豪（にしの つよし）。身長176cm、体重162kg。最高位は西十両筆頭（2006年1月場所）。得意手は突き、押し。趣味はスポーツ観戦と映画鑑賞。現役引退後、追手風部屋マネージャー。

## 人物
小学生の頃から相撲を始め、埼玉栄高等学校、日本大学時代を通じて同級生の齊藤（元関脇・追風海）と共に活躍した。幕下付出の資格を得ることは出来なかったが、齊藤と共に追手風親方（元前頭2枚目・大翔山）の内弟子として友綱部屋に入門。1998年3月場所に前相撲から初土俵を踏んだ。
学生相撲出身で同じく幕下付出の資格を得られなかった古市（近畿大学卒業）は初土俵からのライバルで、序ノ口・序二段で古市と優勝を争い、連続全勝優勝し、それぞれ1場所で通過する。三段目では6番相撲で敗れて序ノ口からは19連勝で終わり、優勝も対戦のなかった古市にさらわれた。それでも三段目も1場所で通過した。
幕下では、古市の本割連勝を阻みリベンジしたものの、その後苦労し十両昇進は古市に先を越されてしまったが、幕下付出初土俵同期の魁道に先んじ2002年5月場所に十両に昇進。新十両の場所は8勝7敗と勝ち越したが、翌7月場所に立合いがやや遅いこともあり、3勝12敗と大敗を喫し幕下に陥落した。
1年以上幕下上位に低迷していたが、次第に立合い押してからの四つ相撲の方を磨き2004年3月場所に再十両を果たした。以降、大勝こそないが、大負けもなく成績を残せるようになり十両上位に進出。最高位タイで迎えた2005年11月場所は初日からの5連敗があったものの、その後巻き返して千秋楽で8勝7敗と勝ち越しを決めた。序盤負けが込んでも後半に巻き返すなど安定した成績を残していることもあり入幕の期待が掛かる力士の一人であったことから、2006年1月場所には自己最高位の西十両筆頭に番付を上げた。
しかし、新入幕が期待された1月場所ではそのジンクス通りには行かず9日目に早々と負け越しが決定してしまい、4勝11敗と大敗を喫した。更に東十両7枚目に番付を下げた翌3月場所は初日から11連敗してしまい、3勝12敗とさらに大敗し翌5月場所、東幕下2枚目に陥落した。5月場所は1勝3敗から粘って3勝3敗としたが、七番相撲で敗れ、3勝4敗と惜しくも負け越してしまった。同年11月場所から師匠の現役時代の四股名である「大翔山」を襲名し再起を図ったが関取復帰は果たせず、2011年5月技量審査場所限りで現役を引退した。引退後は追手風部屋のマネージャーに就任し、師匠たちを補佐している。

## その他
- 2005年11月場所片山、栃乃洋戦で幕内の土俵に上がった。（結果はいずれも負け）

## 主な成績
- 生涯戦歴：339勝306敗13休 勝率.526
- 十両成績：95勝115敗 勝率.452
- 現役在位：79場所
- 十両在位：14場所
- 各段優勝
  - 序二段優勝：1回（1998年7月場所）
  - 序ノ口優勝：1回（1998年5月場所）

### 場所別成績
| | 一月場所 初場所（東京） | 三月場所 春場所（大阪） | 五月場所 夏場所（東京） | 七月場所 名古屋場所（愛知） | 九月場所 秋場所（東京） | 十一月場所 九州場所（福岡） |
| --- | ----------------------- | ----------------------- | ----------------------- | --------------------------- | ----------------------- | --------------------------- |
| 1998年 （平成10年） | x                       | （前相撲）              | 西序ノ口25枚目 優勝 7–0 | 東序二段30枚目 優勝 7–0     | 西三段目35枚目 6–1      | 東幕下56枚目 6–1            |
| 1999年 （平成11年） | 西幕下28枚目 3–4        | 西幕下41枚目 4–3        | 東幕下32枚目 2–5        | 東幕下47枚目 5–2            | 東幕下29枚目 3–4        | 西幕下34枚目 4–3            |
| 2000年 （平成12年） | 東幕下29枚目 4–3        | 西幕下22枚目 4–3        | 東幕下18枚目 2–5        | 東幕下32枚目 4–3            | 東幕下26枚目 4–3        | 東幕下18枚目 5–2            |
| 2001年 （平成13年） | 東幕下10枚目 3–4        | 西幕下16枚目 4–3        | 西幕下12枚目 5–2        | 東幕下7枚目 3–4             | 東幕下14枚目 4–3        | 東幕下12枚目 5–2            |
| 2002年 （平成14年） | 東幕下6枚目 5–2         | 東幕下2枚目 4–3         | 西十両11枚目 8–7        | 東十両9枚目 3–12            | 東幕下7枚目 3–4         | 西幕下14枚目 4–3            |
| 2003年 （平成15年） | 西幕下10枚目 3–4        | 西幕下18枚目 4–3        | 西幕下12枚目 3–4        | 東幕下18枚目 6–1            | 西幕下7枚目 4–3         | 東幕下4枚目 3–4             |
| 2004年 （平成16年） | 西幕下5枚目 4–3         | 西幕下筆頭 4–3          | 東十両13枚目 6–9        | 東十両14枚目 8–7            | 東十両10枚目 9–6        | 東十両6枚目 6–9             |
| 2005年 （平成17年） | 西十両8枚目 7–8         | 東十両9枚目 9–6         | 東十両6枚目 9–6         | 東十両3枚目 6–9             | 東十両7枚目 9–6         | 東十両3枚目 8–7             |
| 2006年 （平成18年） | 西十両筆頭 4–11         | 東十両7枚目 3–12        | 東幕下2枚目 3–4         | 東幕下6枚目 5–2             | 東幕下2枚目 3–4         | 東幕下5枚目 3–4             |
| 2007年 （平成19年） | 西幕下9枚目 4–3         | 東幕下8枚目 2–5         | 東幕下21枚目 3–4        | 西幕下27枚目 5–2            | 東幕下17枚目 3–4        | 東幕下24枚目 4–3            |
| 2008年 （平成20年） | 西幕下17枚目 5–2        | 西幕下8枚目 3–4         | 東幕下14枚目 0–1–6      | 東幕下50枚目 休場 0–0–7     | 西三段目30枚目 6–1      | 西幕下49枚目 5–2            |
| 2009年 （平成21年） | 西幕下34枚目 3–4        | 東幕下46枚目 6–1        | 東幕下19枚目 3–4        | 西幕下26枚目 5–2            | 西幕下16枚目 3–4        | 東幕下22枚目 3–4            |
| 2010年 （平成22年） | 東幕下27枚目 4–3        | 西幕下21枚目 4–3        | 西幕下17枚目 2–5        | 東幕下34枚目 4–3            | 西幕下25枚目 4–3        | 西幕下18枚目 3–4            |
| 2011年 （平成23年） | 西幕下23枚目 2–5        | 八百長問題 により中止   | 西幕下38枚目 引退 3–4–0 | x                           | x                       | x                           |
| 各欄の数字は、「勝ち-負け-休場」を示す。 優勝 引退 休場 十両 幕下 三賞：敢=敢闘賞、殊=殊勲賞、技=技能賞 その他：★=金星 番付階級：幕内 - 十両 - 幕下 - 三段目 - 序二段 - 序ノ口 幕内序列：横綱 - 大関 - 関脇 - 小結 - 前頭（「#数字」は各位内の序列） |                         |                         |                         |                             |                         |                             |

## 改名歴
- 西野 豪（にしの つよし）1998年3月場所-1998年11月場所
- 西野 豪志（- つよし）1999年1月場所-2000年5月場所
- 大翔大 豪志（だいしょうだい－）2000年7月場所-2006年9月場所
- 大翔山 豪志（だいしょうやま－）2006年11月場所-2011年5月技量審査場所

### 「大翔大」
- 四股名の意味は、「大きくはばたいて、より大きくなれ」というものだった。この間に十両昇進も果たしている。